# Szczeciniak sadzowaty
Szczeciniak sadzowaty (Hymenochaete fuliginosa (Pers.) Bres.) – gatunek grzybów z rzędu szczeciniakowców (Hymenochaetaceae).

## Systematyka i nazewnictwo
Pozycja w klasyfikacji według Index Fungorum: Hymenochaete, Hymenochaetaceae, Hymenochaetales, Agaricomycetidae, Agaricomycetes, Agaricomycotina, Basidiomycota, Fungi.
Takson ten w 1838 r. opisał Christiaan Hendrik Persoon nadając mu nazwę Stereum fuliginosum. Obecną, uznaną przez Index Fungorum nazwę nadał mu Giacomo Bresàdola w 1897 r.
Synonimy:
- Hymenochaete fuliginosum (Fr.) Bres. 1903
- Hymenochaete fusca (P. Karst.) Sacc. & P. Syd. 1899
- Hymenochaete rubiginosa subsp. subfuliginosa (Bourdot & Galzin) Bourdot & Galzin 1928
- Hymenochaete subfuliginosa Bourdot & Galzin 1922
- Hymenochaetella fusca P. Karst. 1896
- Stereum fuliginosum Fr. 1838
- Thelephora fuliginosa Pers. 1822

W 1983 r. Barbara Gumińska i Władysław Wojewoda pisywali go pod polską nazwą szczecinkowiec dębowy lub szczecinkowiec sadzowaty, w 2003 r. W. Wojewoda zmienił ją na szczeciniak sadzowaty.

## Morfologia
Owocnik
Rozpostarty, ściśle przylegający do podłoża, w stanie suchym twardy. Osiąga grubość do 0,6 mm, ale zwykle tylko do 0,3 mm, średnicę 0,2–1 cm i długość do 10 cm. Hymenium gładkie lub lekko nierówne, później gęsto, nieregularnie popękane, ciemno brązowe lub ciemno czekoladowobrązowe, bez oliwkowego lub liliowego odcienia. Brzeg cienki, szorstki, w młodych owocnikach rdzawobrązowy, w starszych w kolorze hymenium lub z ciemniejszą strefą.
Cechy mikroskopowe
System strzępkowy monomityczny. Strzępki generatywne o średnicy 2–4 µm, żółtawe do brązowawych, cienkościenne lub z pogrubionymi ściankami, zlepione, niewyraźne. W kontekście i hymenium brak kryształków. Warstwa szczecinek o grubości 50–575 µm. Szczecinki liczne (60–)65–100 × (6–)7–11 µm, częściowo wystające do 65 µm, szydłowate, z ostrą lub bardzo ostrą końcówką, proste, nagie, bez inkrustacji. Hyfidy nieliczne do licznych, bezbarwne lub żółtawe, o średnicy 2,5–3 µm, cienkościenne, bez inkrustacji. Brak cystyd. Bazydiole, jeśli występują, mają średnicę 2,5–3,5 µm i nie są inkrustaowane. Podstawki maczugowate lub prawie maczugowate, 13–18 × (3,5–)4–5 µm z 4 sterygmami o długości około 4 µm. Zarodniki cylindryczne, lekko zakrzywione, 5–6,5(–7) × 1,8–2,6(–2,8) µm.

## Występowanie i siedlisko
Występuje w Ameryce Północnej i Środkowej, Europie, Azji, Afryce i na Nowej Zelandii. W Polsce jest rzadki. W. Wojewoda w 2003 r. przytacza 4 jego stanowiska, przy czym obejmują one również Hymenochaete subfuliginosa. Gatunek ten w Polsce uznany został za synonim Hymenochaete fuliginosa, jednak według niektórych mykologów jest to odrębny gatunek. Szczeciniak sadzowaty znajduje się na Czerwonej liście roślin i grzybów Polski. Ma status E – gatunek wymierający, którego przeżycie jest mało prawdopodobne, jeśli nadal będą działać czynniki zagrożenia. Znajduje się na listach gatunków zagrożonych także w Niemczech, Danii, Norwegii, Szwecji.
Grzyb nadrzewny, saprotrof. Występuje w lasach iglastych i mieszanych na leżących na ziemi i pozbawionych kory pniach i gałęziach świerka i sosny, rzadziej dęba. W innych krajach opisany został także na brzozach i wierzbach.